# NHKアニメ劇場
NHKアニメ劇場（エヌエイチケイアニメげきじょう）は、NHK総合テレビで2004年4月4日から2006年12月23日まで放送されていたアニメ番組枠である。

## 概要
NHK総合テレビとしては『モンタナ・ジョーンズ』の放送終了（1995年4月8日）以来、9年ぶりに新設されたアニメ番組枠である。作品傾向は子供から大人まで楽しめる家族向けの作品が放送された。
この番組が新設された背景には政府のアニメ支援策に対応したNHKのアニメ番組強化策があったと言われている。2004年5月28日、放送総局に「アニメーション室」というアニメ番組の専門部署が設置され（後に編成局ソフト開発センターに移管）、初代室長に大河ドラマなどを手掛けてきた浅野加寿子が就任し、『アガサ・クリスティーの名探偵ポワロとマープル』（以下、『ポワロ』）を製作した。従来のNHKアニメは関連会社のNHKエンタープライズと総合ビジョンが中心となって企画製作してきたが、NHKアニメ劇場ではNHK本体が主導的な役割を果たしていると言われている。
また、この枠で放送された番組のうち、『ポワロ』と『雪の女王』では声優に有名な俳優を積極的に起用した。しかし、『雪の女王』の後番組の『ジミー・ニュートロン 僕は天才発明家!』では一転して有名俳優の声優起用は全く行わず、この傾向は本枠最終作となった『少女チャングムの夢』に引き継がれた。

## 歴史

### 日曜時代
放送開始から2006年3月12日まで毎週日曜日19時30分 - 19時55分に放送された。本番組開始まで長らくこの時間帯は19時20分からの40分枠となっていたが、『NHKニュース7』の時間拡大に伴い短縮された。
初期の2作品はアニメ本編の後に、作品の背景などを紹介する3分の実写ミニ番組が続けて放送された（『火の鳥』は「もっと知りたい 火の鳥物語」、『ポワロ』は「アガサ・クリスティー紀行」）。これに似たようなスタイルは同じNHK総合テレビで1992年4月から1993年3月まで放送された『お〜い!竜馬』でも採用された。しかし、『雪の女王』以降は、他の時間にも放送される世界遺産のミニ番組「シリーズ世界遺産100」が放送されるようになり、作品との関連はなくなった。
なお2006年4月9日以降、日曜のこの時間には『ダーウィンが来た! 〜生きもの新伝説〜』が放送された。また、2020年代に入るとEテレの19時台前半が一時期アニメ枠となっていた時期もあった。

### 土曜時代
2006年4月8日からは、それまで単発番組『土曜特集』が放送されていた毎週土曜日19時30分 - 19時55分に移動した。NHK総合テレビにおいてこの時間枠にアニメ番組を放送したのは1979年4月7日 - 1980年4月5日に放送された『アニメーション紀行 マルコ・ポーロの冒険』以来26年ぶりだった。だが『少女チャングムの夢』一作しか放送されず、その作品が終了した同年12月をもってNHKアニメ劇場は廃止された。なお後番組として2007年1月から『THEクイズモンスター』が開始された。

### アニメ劇場廃止後の展開
総合テレビのアニメ枠はアニメ劇場の廃止をもって一旦消滅したが、わずか3か月後の同年4月に『彩雲国物語』が土曜（金曜深夜）1時10分の枠で放送を開始したことで復活した。幾度かの放送日時の移動を経て、2015年4月以降水曜深夜（木曜未明）にアニメ放送枠が設定された。
また、2016年10月以降は土曜23時枠にて『3月のライオン』（第1シリーズ）の放送が開始された。これ以降は放送枠の移動などを経て継続して深夜アニメのレギュラー放送が行われている。

## 作品リスト
- 火の鳥（2004年4月4日 - 6月27日、全13話）
- アガサ・クリスティーの名探偵ポワロとマープル（2004年7月4日 - 2005年5月15日、全39話）
- 雪の女王（2005年5月22日 - 2006年2月12日、全36話〔当初発表では全39話の予定〕）
- ジミー・ニュートロン 僕は天才発明家!（2006年2月19日 - 3月12日、全4話）
- 少女チャングムの夢（2006年4月8日 - 12月23日、全26話）